# Leeres Wort
Das leere Wort ist in der Theoretischen und in der Praktischen Informatik ein Wort, das aus keinem einzigen Zeichen besteht, also die Länge 0 hat. Es wird auch Leerstring genannt. In vielen Programmiersprachen wird ein solcher String durch ein Literal dargestellt, bei dem die beiden Anfangs- und Endzeichen, die eine Zeichenkette einschließen, unmittelbar aufeinander folgen, z. B. "" in Perl oder Java.

## Definition
Das leere Wort über dem Alphabet {\displaystyle \Sigma } ist eine Folge von Elementen aus {\displaystyle \Sigma } der Länge 0.

## Schreibweise
Das leere Wort wird meist mit dem griechischen Buchstaben {\displaystyle \varepsilon } (Epsilon für Englisch „empty“) dargestellt, oft findet sich dafür aber auch der griechische Buchstabe {\displaystyle \lambda } (Lambda, vom Deutschen „leer“). Andere übliche Darstellungen sind {\displaystyle \epsilon } als andere Schreibweise des Epsilon, {\displaystyle e} (ebenfalls für „empty“) und {\displaystyle 1} als Einselement eines multiplikativ geschriebenen Monoids.

## Merkmale
- {\displaystyle |\varepsilon |=0}

Die Länge des leeren Wortes ist stets 0. Diese Eigenschaft folgt direkt aus der Definition.
- {\displaystyle \forall w\in \Sigma ^{*}:\varepsilon w=w\varepsilon =w}

Das leere Wort bildet bei der Konkatenation von Wörtern das neutrale Element, sprich, die Verkettung eines beliebigen Wortes {\displaystyle w} über ein beliebiges Alphabet {\displaystyle \Sigma } mit {\displaystyle \varepsilon } ergibt stets wieder {\displaystyle w}. Die Menge der Wörter, welche über dem Alphabet gebildet werden können, ist die Kleenesche Hülle {\displaystyle \Sigma ^{*}}.
- {\displaystyle \varepsilon \in \Sigma ^{*}}

Das leere Wort {\displaystyle \varepsilon } ist Element der Kleeneschen Hülle {\displaystyle \Sigma ^{*}} über jedem beliebigen Alphabet {\displaystyle \Sigma }. Das leere Wort ist also ein Wort über jedem Alphabet.
- {\displaystyle \varepsilon ^{R}=\varepsilon }

Das leere Wort ist identisch mit seiner Spiegelung und damit ein Palindrom.

## Weitere Merkmale bei speziellen Anwendungen

Ein Automat, der das leere Wort unter Verwendung einer -Transition akzeptiert

Die {\displaystyle \varepsilon }-Übergänge in nichtdeterministischen endlichen Automaten sind Tupel {\displaystyle (q_{1},\varepsilon ,q_{2})} aus der Übergangsrelation {\displaystyle \Delta } mit Zuständen {\displaystyle q_{1},q_{2}}. Ein solcher Übergang bedeutet, dass der Automat seinen Zustand von {\displaystyle q_{1}} nach {\displaystyle q_{2}} ändern kann, ohne dass ein Zeichen gelesen wird. {\displaystyle \varepsilon }-Übergänge sind damit einer der Gründe für Nichtdeterminismus. Sie werden im Graphen als Kanten kenntlich gemacht, die mit einem {\displaystyle \varepsilon } beschriftet sind.
Auch bei Kellerautomaten sind {\displaystyle \varepsilon }-Übergänge möglich und bedeuten, dass durch jene Zustandswechsel das Eingabewort nicht abgearbeitet wird. Wird beim Lesen des Kellerinhalts bei einem Übergang das oberste Symbol durch das leere Wort ersetzt, wird es damit aus dem Keller entfernt. Schließlich symbolisiert das leere Wort den leeren Keller, der eines von zwei möglichen Akzeptanzkriterien bei Kellerautomaten ist.